# الانتخابات البرلمانية العراقية (1939)
أُجريت الانتخابات البرلمانية في العراق يوم 29 أبريل 1939 لانتخاب أعضاء مجلس النواب العراقي.

## الخلفية
قدّم رئيس الوزراء جميل المدفعي استقالته في 24 ديسمبر 1938. بعد ذلك، شكّل نوري السعيد حكومة جديدة، إلا أن النواب الموالين للمدفعي حاولوا تمرير تصويت بحجب الثقة. تدخل الملك غازي وحلَّ البرلمان في 23 فبراير 1939. وفي مارس، أعلن السعيد اكتشاف مؤامرة للإطاحة بالملك واغتيال شخصيات سياسية بارزة. نُسبت المؤامرة إلى أنصار بكر صدقي، واستغلها السعيد لتنفيذ حملة تطهير داخل الجيش واستهداف الجماعات اليسارية.
في 4 أبريل 1939، تُوفي الملك غازي في حادث سير. كان ولي العهد فيصل صغيرًا لتولي العرش، ولم يكن واضحًا من سيتولى الوصاية. أُعيد انعقاد البرلمان المنحل، وأكدت الملكة عالية بنت علي أن الملك غازي أوصى بأن يكون شقيقها عبد الإله وصيًا على العرش. شكّك كثيرون في صحة هذا الادعاء، ولكن بناءً على شهادتها، انتخب البرلمان عبد الإله وصيًا. حظي القرار بدعم قوي من نوري السعيد، الذي اعتبر عبد الإله حليفًا له. وبما أن الانتخابات الجديدة كانت مقررة في ربيع 1939، فقد استغل السعيد الفرصة لتعزيز سلطته.

## النتائج
عُقد البرلمان الجديد في 12 يونيو بعد الانتخابات التي جرت في 29 أبريل، وفاز فيها أنصار السعيد بأغلبية مطلقة. ظل نوري السعيد رئيسًا للوزراء ونجح في تمرير تشريعات عززت سلطات السلطة التنفيذية. شملت هذه القوانين منح الحكومة صلاحيات رقابية على الإعلام، وإمكانية استدعاء الإمدادات، وإصدار المراسيم والتنظيمات الإدارية دون الحاجة إلى موافقة البرلمان.

## ما بعد الانتخابات
مع بداية الحرب العالمية الثانية، قطعت حكومة السعيد العلاقات مع ألمانيا النازية، وطردت المسؤولين الألمان من بغداد، ومع ذلك، لم تُعلن الحرب على ألمانيا للحفاظ على الحياد. أثارت هذه الإجراءات غضب المعارضة، التي رأت فيها انحيازًا لبريطانيا وانتهاكًا لحياد العراق.
تصاعدت التوترات السياسية، وأُجبر السعيد على الاستقالة. تحت ضغط من كبار الضباط، شُكّلت حكومة ائتلافية برئاسة رشيد عالي الكيلاني في 18 فبراير 1940. اعتمدت الحكومة الجديدة سياسة خارجية أقل تحيزًا لبريطانيا وأبدت بعض التعاطف مع ألمانيا. لكن الكيلاني أُجبر على الاستقالة بضغط من الوصي والسعيد، وشُكّلت حكومة أكثر اعتدالًا بقيادة طه الهاشمي في 3 فبراير 1941. لم تدم هذه الحكومة طويلًا، ففي 1 أبريل قاد مجموعة قومية متشددة من الضباط انقلابًا عسكريًا وشكّلوا حكومة عسكرية بقيادة الكيلاني. فرّ كل من عبد الإله والسعيد من بغداد. اجتمع البرلمان وانتخب الشريف شرف وصيًا بدلًا من عبد الإله. تصاعدت التوترات بين حكومة الكيلاني والمملكة المتحدة، مما أدى إلى الحرب الأنجلو-عراقية.